# Glaciorium
Le Glaciorium est un musée de France situé au Montenvers, sur la commune de Chamonix-Mont-Blanc. Voisin du Grand Hôtel du Montenvers, de l'ancien hôtel du Montenvers et du Temple de la Nature à 1 909 mètres d'altitude, il présente au public des sujets de vulgarisation sur la glaciologie et la Mer de Glace en particulier,. Il constitue l'une des attractions du Montenvers avec le panorama sur la Mer de Glace, la grotte de glace et la galerie des Cristaux.

## Histoire
Le Glaciorium est créé en 2012. Il devrait être rénové et rouvrir au public en décembre 2024.

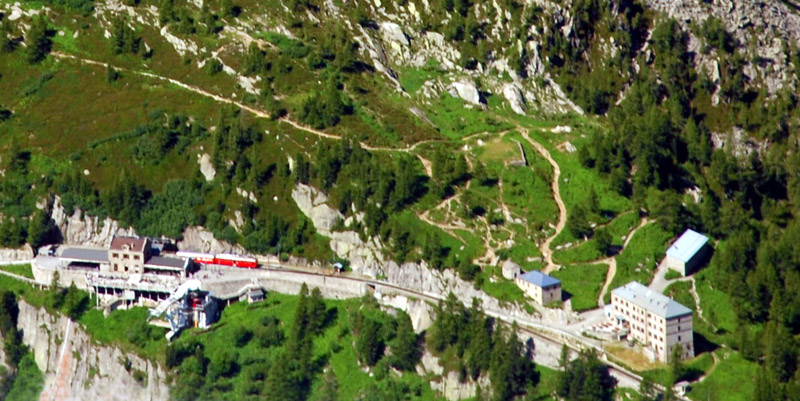
Vue du Montenvers depuis l'aiguille des Grands Montets au nord-est avec le Glaciorium à droite.